# Hippodrome de Wolvega
 (avril 2025).
Si vous disposez d'ouvrages ou d'articles de référence ou si vous connaissez des sites web de qualité traitant du thème abordé ici, merci de compléter l'article en donnant les références utiles à sa vérifiabilité et en les liant à la section « Notes et références ».
L'Hippodrome de Wolvega se trouve à Wolvega (dans la commune de Weststellingwerf), dans la Frise, aux Pays-Bas.
Il accueille de nombreuses courses hippiques, en particulier des courses de trot. Au mois d'octobre se déroule la plus réputée d'entre elles, le Prix des Géants.